# 서울시설공단
서울시설공단은 서울특별시장이 지정하는 시설물을 효율적으로 관리 운영함으로써 시민의 복리증진에 기여하는 목적으로 세워진 공단이다.

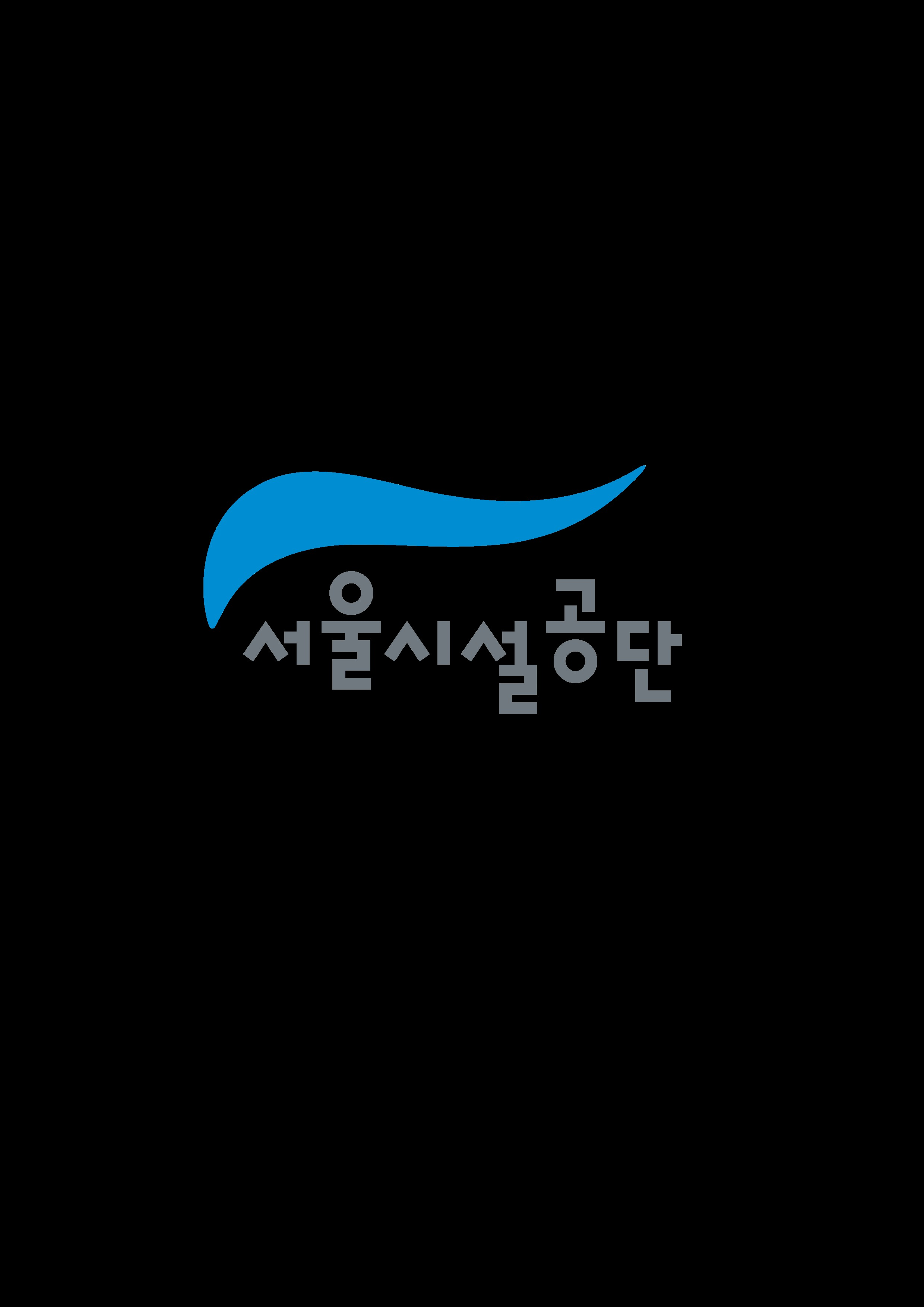
서울시설공단 로고

서울월드컵경기장, 고척스카이돔, 장충체육관, 서울어린이대공원, 청계천, 서울시립승화원, 서울추모공원과 서울시 내 수도계량기, 장애인 콜택시, 도시고속화도로, 지하도 상가, 공공 자전거 따릉이 등을 관리하고 있다. 스포츠 팀으로 볼링팀과 우슈팀을 운영중이다.

## 연혁
- 1983년 9월 1일 – 서울시설관리공단 설립[3]
- 1986년 1월 1일 – 어린이대공원 관리업무 인수
- 1993년 1월 26일 – 공단명칭 변경(서울시설관리공단 -> 서울특별시 시설관리공단)
- 1994년 9월 2일 – 사옥이전(능동-마장동)
- 2017년 4월 27일 – 공단명칭변경(서울특별시 시설관리공단 -> 서울시설공단)

## 조직
이사장
- 경영전략본부
- 복지경제본부
- 문화체육본부
- 도로관리본부
- 시설안전본부
- 교통사업본부